# 横山美奈
横山 美奈（よこやま みな）は、日本のソプラノ歌手、ボイストレーナー。 二期会(現：公益財団法人東京二期会)会員、日本声楽家協会アカデミー会員。

## 来歴
東京都立芸術高等学校を卒業。東京芸術大学音楽学部声楽科を卒業後、同大学院オペラ科を修了。文化庁オペラ研修所第8期を修了後、文化庁在外派遣研修員(芸術家在外研修、現：新進芸術家海外研修制度)としてイタリアのミラノへ留学。

1988年に若手音楽家の登竜門である第57回日本音楽コンクール声楽部門にて第3位入賞、東急文化村「ホフマン物語」のオランピア役でデビューした。

ソプラノ歌手としては、二期会「フィガロの結婚」、日生劇場「セビリアの理髪師」、日本オペレッタ協会「メリー・ウィドウ」、文化庁・東京室内歌劇場「ヘンゼルとグレーテル」、石川県音楽文化振興事業団「黒蜥蜴」など、数多くのオペラや歌劇に出演。また、ミュージカルでは「サウンド・オブ・ミュージック」と「マイ・フェア・レディ」で主演を務めた。

ソリストとしては、ベートーヴェン「交響曲第9番」、ヘンデル「メサイア」、モーツァルト「レクイエム」、ハイドン「四季」などに出演した。

幅広い声域と的確な歌唱力によって出演した舞台やそれらのジャンルは多岐に亘り、現在は日本フィルハーモニー協会合唱団(日本フィルハーモニー交響楽団)のボイストレーナーや歌唱指導者としても活動している。

## 人物
- 妹は声優の横山智佐[7]。二人で「横山ホットシスターズ」という名義にて劇場版アニメ映画「ハーメルンのバイオリン弾き」のエンディングテーマ「雨のちハレルヤ〜太陽に投げkiss〜」を担当し、サントラCDには姉妹それぞれのパートのみカラオケにしたバージョン「姉カラ」「妹カラ」なども収録されている。また、セガのゲーム「サクラ大戦」から派生した東京厚生年金会館「サクラ大戦スーパー歌謡ショウ『新宝島』」の舞台では横道それ子役として出演もしている(妹の横山智佐は真宮寺さくら役)。
- 作曲家の青島広志が主宰する「おしゃべりコンサート」や関連する舞台などへの出演も多い。

## その他

### イベント出演
- 日生劇場ファミリーフェスティヴァル
- 倉敷音楽祭
- その他多数

### テレビ出演
- 題名のない音楽会 (テレビ朝日)「超絶技巧ソプラノの饗宴」
- タモリ倶楽部 (テレビ朝日)「ジョン・ケージのこれどうやって弾くの!?」

### CD(クラシック)
- 福島章恭「魂のモーツァルト〜天使が舞い降りたレクイエム〜 Akiyasu Fukushima / W. A. Mozart - Requiem」(Blue Lights/ASIN: B004QEPRTA) - 指揮：福島章恭、声楽および演奏：横山美奈(Sp)、手嶋真佐子(Ms)、塚田裕之(Tn)、青山貴(Br)、能登伊津子(Org)、オーケストラ：フィルハーモニー東大和、ヴェリタス室内O、東京ジングフェライン
- 青島広志のこれだけ！ベートーヴェン!! (キングレコード/ASIN: B00WDDE6C0) - ピアノ：青島広志、声楽：横山美奈(Sp)、柏原奈穂(Sp)、小野勉(Tn)、安藤伸二(Br)

### CD(その他)
- 劇場版「ハーメルンのバイオリン弾き」魔曲全集"ファンに捧げるサントラとドラマ" (ポニーキャニオン/ASIN: B00005FQW8) -「雨のちハレルヤ〜太陽に投げkiss〜」歌：横山ホットシスターズ、作詞：森由里子、作曲：田中公平
- サクラ大戦スーパー歌謡ショウ「新宝島」(エイベックス/ASIN: B0000C16U9) -「笑って死ね」歌：江戸川夢声(三ツ矢雄二)、横道それ子(横山美奈)、作詞：広井王子、作曲：田中公平、編曲：澤口和彦